# Оценка регулирующего воздействия
Оценка регулирующего воздействия (сокр. ОРВ) — оценка социально-экономических последствий вводимого или введённого ранее государственного регулирования для возможности отклонения или отправления на доработку нормативных актов, дающих негативный эффект. ОРВ считается ядром регуляторной политики.
ОРВ также называется анализом регуляторного воздействия (АРВ) (англ. Impact Assessment, Regulatory Impact Assessment, Regulatory Impact Analysis, RIA, нем. Gesetzesfolgenabschätzung, GFA, фр. l'évaluation des politiques publiques et aux études d'impact). Является разновидностью оценки программ и политик. В разных странах может существенно отличаться по охвату (видам оцениваемого регулирования), порядку проведения и методам анализа. В настоящее время ОРВ понимается как часть института «умного регулирования» (smart regulation).

## Роль
Основная роль ОРВ заключается в предоставлении подробной и систематической оценки  решений и отсеве необдуманных и нецелесообразных на этапе их принятия. Необходимость в ОРВ обусловлена тем фактом, что регулирование обычно имеет многочисленные последствия и что их часто трудно предвидеть без детального изучения и консультаций с затрагиваемыми сторонами.
С этой точки зрения, главная цель ОРВ состоит в том, чтобы гарантировать, что регулирование будет способствовать повышению благосостояния с социальной точки зрения, то есть, что выгоды превысят затраты.Зачастую это осуществляется путём монетизации потенциальных издержек и выгод нового регулирования, а также оценки его сторонних эффектов.

## Процедура проведения
На сегодняшний день отсутствуют общепризнанные устоявшиеся универсальные методики и практики, которые бы применялись для проведения оценки регулирующего воздействия.
Если в стране подобная процедура иногда законодательно закреплена на уровне конституции (например, в Швейцарии и Франции), то методика её проведения варьируется от страны к стране, и зависит от тех акцентов, на которые направлено проведение такого анализа, и от политики государства. Поэтому различаются и руководства по оценке регулирующего воздействия, принятые в различных странах. Выделяют три группы стран, в которых:
- процедура ОРВ происходит только в случае принятия нормативного акта, предусматривающего бюджетные расходы — США, Канада;
- процедура ОРВ происходит при принятии любого регулирующего акта — Нидерланды, Великобритания;
- процедура ОРВ не вводится, но декларируются общие принципы, при которых меры регулирующего воздействия вводятся только в случае, когда доказана их целесообразность — Южная Корея, Чехия.

Обращаясь к методическим материалам австралийского Департамента регулирующего воздействия (Office of Best Practice Regulation, OBPR), представляющим собой ведомство, занимающимся ОРВ, основные этапы процедуры проведения ОРВ можно представить следующим образом:
1. Формулировка проблемы;
2. Обоснование проведения оценки;
3. Постановка целей оценки;
4. Описание возможных вариантов достижения поставленной цели;
5. Анализ альтернатив;
6. Консультации;
7. Выводы и результаты
8. Представление рекомендуемого варианта или рекомендации по предпочтительной альтернативе;
9. Реализация выбранного варианта и последующий мониторинг.

## Особенности
Основными отличиями проведения ОРВ от широко распространённой в России практики финансово-экономического обоснования и технико-экономического обоснования нормативно-правовых актов являются:
- анализ возможных альтернатив регулирующего воздействия;
- проведения публичных консультаций с заинтересованными группами.

В регулирующей практике Швеции ОРВ легко совмещается с применением методов социальной антропологии и культурологии (методы расчёта внеэкономических эффектов государственных реформ). В российской практике такие методы не используются.

## ОРВ в России и других странах СНГ
Центральным элементом системы эффективного регулирования в развитых странах является институт оценки регулирующего воздействия (ОРВ), основанный на анализе проблем и целей государственного регулирования, определении возможных вариантов достижения целей, а также оценке связанных с ними позитивных и негативных эффектов с целью выбора наиболее эффективного варианта в соответствии со специальными установленными процедурами.
Процедура оценки регулирующего воздействия постепенно внедряется в странах с переходной экономикой, в том числе — в большинстве стран СНГ (под разными названиями), например:
- Украина — Анализ влияния регуляторного акта (АВРА);
- Кыргызстан — Анализ регулятивного воздействия нормативных правовых актов;
- Узбекистан — Система оценки воздействия актов законодательства (СОВАЗ);
- Казахстан — Анализ регуляторного воздействия (ранее: оценка социально-экономических последствий законов);
- Белоруссия и Евразийская экономическая комиссия  — оценка регулирующего воздействия;
- Россия — оценка регулирующего воздействия, экспертиза, оценка фактического воздействия.

### ОРВ в России
В России ОРВ проводится на федеральном, региональном и муниципальном уровне. При этом под неё могут подпадать как проекты нормативных актов, так и действующие нормативные акты. Если ОРВ проводится в отношении проекта акта, она называется оценкой регулирующего воздействия, если в отношении действующего акта — экспертизой или оценкой фактического воздействия.
Авторы доклада «Регуляторная политика в России: основные тенденции и архитектура будущего» (май 2018) дали анализ постепенной эрозии механизма ОРВ в Российской Федерации в последние два года, предложили набор мер по его укреплению в качестве ядра регуляторной политики.

#### Федеральный уровень
На федеральном уровне проводится оценка регулирующего воздействия и оценка фактического воздействия.

##### Оценка регулирующего воздействия
Оценку проходят подготовленные федеральными органами исполнительной власти:
1. Проекты постановлений Правительства России, указов Президента России, федеральных законов в сфере предпринимательской и иной экономической деятельности, регулирующих отношения в области:
  - государственного контроля (надзора);
  - налогового контроля, взимания налогов и сборов;
  - обжалования действий и бездействия налоговых органов и их должностных лиц;
  - создания, деятельности, реорганизации, ликвидации юридических лиц;
  - обязательных требований к продукции, а также связанным с ним процессам, к выполнению работ и оказанию услуг;
  - регулирования таможенного дела;
  - оценки соответствия;
  - безопасности процессов производства;
  - ответственности за нарушение законодательства в указанных сферах[5];
2. Проекты решений Евразийской экономической комиссии, регулирующих отношения в области:
  - контроля (надзора);
  - обязательных требований к продукции, а также связанным с ним процессам, к выполнению работ и оказанию услуг;
  - регулирования таможенного дела;
  - оценки соответствия;
  - безопасности процессов производства[6].

Однако оценка проектов актов, подготовленных для национального проекта «Цифровая экономика», по общему правилу не проводится. Решение об обратном может принять президиум правительственной комиссии по цифровому развитию или рабочая группа, сформированная АНО «Цифровая экономика».
Процедура оценки состоит из следующих этапов:
1. Размещение уведомления о подготовке проекта акта. Уведомление на федеральном портале проектов нормативных правовых актов Архивная копия от 17 июля 2020 на Wayback Machine размещает разработчик проекта акта.
2. Подготовка и обсуждение проекта акта, проекта решения ЕЭК. Обсуждение организует разработчик. Перед обсуждением проекта акта он также составляет и публикует сводный отчёт об оценке.
3. Подготовка заключения об оценке. Заключение готовит Минэкономразвития России[6].

Оценку могут проходить принятые во втором чтении законопроекты в сфере предпринимательской и иной экономической деятельности, которые регулируют отношения в области:
- государственного контроля (надзора);
- налогового контроля, установления и взимания налогов, сборов и страховых взносов;
- обжалования действий и бездействия налоговых органов и их должностных лиц;
- создания, деятельности, реорганизации и ликвидации юридических лиц;
- таможенного дела;
- госзакупок в соответствии с федеральным законом от 18.07.2011 № 223-ФЗ;
- применения мер ответственности в указанных областях[7].

Решение об их направлении в Правительство РФ принимает Совет Государственной Думы по предложению ответственного комитета. В этом случае процедура претерпевает некоторые изменения. Уведомление о подготовке проекта акта не размещается. Обсуждение организует Минэкономразвития России. Подготовленное заключение рассылается заинтересованным федеральным органам исполнительной власти для представления позиций. Замечания таких органов, а также протоколы согласительных совещаний, если они проводились, прилагаются к заключению. На основании этих документов Правительство РФ формирует информацию о результатах проведения оценки и направляет её в Государственную Думу.

##### Оценка фактического воздействия
Процедура проведения ОФВ федеральных НПА состоит из следующих этапов:
1. формирование проекта плана проведения ОФВ, его публичное обсуждение и утверждение Правительственной комиссией по проведению административной реформы;
2. подготовка отчета об ОФВ нормативного правового акта и его публичное обсуждение;
3. подготовка заключения Минэкономразвития России об ОФВ;
4. рассмотрение Комиссией отчета об ОФВ и заключения об ОФВ.

Формировать отчёт об ОФВ, а также проводить его публичное обсуждение будут сами федеральные органы-регуляторы, однако до 1 июля 2017 года данную функцию берет на себя Минэкономразвития России, чтобы тем самым задать нужное направление проведения ОФВ.

#### Региональный уровень
В субъектах Российской Федерации проводится оценка регулирующего воздействия и экспертиза. В некоторых также применяется оценка фактического воздействия.
Оценке подлежат проекты нормативных правовых актов, устанавливающие или изменяющие обязанности субъектов предпринимательской и инвестиционной деятельности, а также устанавливающие, изменяющие или отменяющие ответственность за нарушение нормативных правовых актов, затрагивающих вопросы осуществления предпринимательской и инвестиционной деятельности, если они не подпадают под следующий перечень исключений:
1. Проекты законов, устанавливающие, изменяющие, приостанавливающие, отменяющие региональные налоги, а также налоговые ставки по федеральным налогам.
2. Проекты законов, регулирующие бюджетные правоотношения.
3. Проекты нормативных правовых актов, устанавливающие, изменяющие, отменяющие подлежащие государственному регулированию цены (тарифы) на продукцию (товары, услуги), торговые надбавки (наценки) к таким ценам (тарифам) в соответствии с федеральными законами, определяющими порядок ценообразования в области таких цен (тарифов).
4. Проекты нормативных правовых актов, разработанных в целях ликвидации чрезвычайных ситуаций природного и техногенного характера на период действия режимов чрезвычайных ситуаций[8].

В некоторых регионах оценку проходят также проекты иных нормативных актов. Например, в Москве оценке подлежат проекты нормативных правовых актов, затрагивающих вопросы осуществления предпринимательской и инвестиционной деятельности и включённых в ежегодно утверждаемый перечень. В Новосибирской области оценка не перечисленных выше проектов нормативных правовых актов, затрагивающих вопросы осуществления предпринимательской и инвестиционной деятельности, проводится по усмотрению разработчиков таких актов.
Экспертизу проходят нормативные правовые акты, затрагивающие вопросы осуществления предпринимательской и инвестиционной деятельности.
Порядок проведения оценки и экспертизы каждый субъект Российской Федерации устанавливает самостоятельно.

#### Муниципальный уровень
В муниципальных образованиях проводится оценка регулирующего воздействия и экспертиза.
При этом в некоторых муниципальных образованиях (городских округах, муниципальных районах и муниципальных округах, перечень которых установлен законом субъекта Российской Федерации) соответствующие документы подлежат оценке и экспертизе, а в иных муниципальных образованиях — могут подлежать.
Оценке подлежат проекты муниципальных нормативных правовых актов, устанавливающие или изменяющие обязанности субъектов предпринимательской и инвестиционной деятельности, если они не попадают под следующий перечень исключений:
1. Проекты решений представительных органов местного самоуправления, устанавливающие, изменяющие, приостанавливающие, отменяющие местные налоги и сборы.
2. Проекты решений представительных органов местного самоуправления, регулирующие бюджетные правоотношения.

Экспертизу проходят муниципальные нормативные правовые акты, затрагивающие вопросы осуществления предпринимательской и инвестиционной деятельности.
Порядок проведения оценки и экспертизы каждое муниципальное образование устанавливает самостоятельно, но в соответствии с законом субъекта Российской Федерации.

### История ОРВ в России
С 2006 года в России, в качестве эксперимента, внедрение ОРВ и оценки законов осуществлялось московской компанией ЦЭФК (Центр экономического и финансового консалтинга) в Республике Калмыкия. Позднее в 2007 г. были реализованы проекты в Татарстане и Северной Осетии-Алании при поддержке Всемирного банка. Кроме того, было сделано также несколько экспертных разработок для федерального уровня (НИСИПП, 2005; ИЭПП, 2007).
22 марта 2010 г. Правительственная комиссия по административной реформе приняла решение о наделении Минэкономразвития России полномочиями по разработке методики ОРВ и внедрения этой процедуры в практику в ближайшее время, включая создание нового департамента.
15 мая 2010 г. Правительство России де-факто ввело процедуру оценки регулирующего воздействия, головным органом по ОРВ стало Минэкономразвития России. В июле 2010 г. в Министерстве был создан Департамент оценки регулирующего воздействия Архивная копия от 13 ноября 2010 на Wayback Machine.
Начиная с 2011 г. институт ОРВ развивается в регионах. Так, по состоянию на конец III квартала 2013 года нормативные акты, устанавливающие порядок проведения оценки регулирующего воздействия проектов актов, приняты в 45 субъектах Российской Федерации.
7 мая 2012 г. был принят Указ Президента Российской Федерации № 601 «Об основных направлениях совершенствования системы государственного управления», содержащий внедрение оценки регулирующего воздействия в субъектах Российской Федерации и переходе к 2014 году на работу с ОРВ в обязательном порядке. А к 2015 году ОРВ должна быть внедрена и на муниципальном уровне.
В декабре 2014 года в отношении проектов своих нормативных правовых актов начинает проводить ОРВ Центральный банк Российской Федерации.
К 2014 году не все регионы Российской Федерации смогли начать работу с ОРВ. Представители региональных уполномоченных органов по оценке регулирующего воздействия постоянно обращались в адрес Минэкономразвития России с просьбой провести обучение по данному направлению. Минэкономразвития России провело серию выездных совещаний в регионах, разработало методические рекомендации по проведению процедуры ОРВ, организовало ряд видеоконференций. Но этого оказалось недостаточно для полноценного охвата всех заинтересованных участников процесса.
В 2014 году с целью устранения описанных выше недоработок Минэкономразвития заключает контракт на разработку официального Информационного портала об Оценке Регулирующего Воздействия Архивная копия от 18 ноября 2016 на Wayback Machine, основными целями которого являются:
- Создание единого информационного ресурса об оценке регулирующего воздействия для всех участников ОРВ, содержащего максимально полную информацию об ОРВ, актуальных событиях становления института, необходимые методические материалы;
- Обеспечение доступа представителей федеральных, региональных и муниципальных органов власти к возможности дистанционного обучения работе с оценкой регулирующего воздействия;
- Формирование институализированной среды для всех участников процесса, создание канала обратной связи с представителями органов власти и бизнес-сообщества для сбора и публикации лучших практик о проведении оценки регулирующего воздействия.

До 2014 г. внедрение ОРВ в регионах осуществлялось в инициативном порядке.
С принятием Федерального закона от 2 июля 2013 г. № 176-ФЗ «О внесении изменений в Федеральный закон „Об общих принципах организации законодательных (представительных) и исполнительных органов государственной власти субъектов Российской Федерации“ и Федеральный закон „Об общих принципах организации местного самоуправления в Российской Федерации“ по вопросам оценки регулирующего воздействия проектов нормативных правовых актов и экспертизы нормативных правовых актов» (далее — Закон) с 1 января 2014 г. проекты актов субъектов Российской Федерации, затрагивающие вопросы осуществления предпринимательской и инвестиционной деятельности, в обязательном порядке должны проходить процедуру ОРВ.
Согласно закону ОРВ и экспертиза действующих актов в субъекте Российской Федерации должны проводиться в порядке, установленном нормативными правовыми актами данного субъекта. Методическое обеспечение деятельности по проведению ОРВ и экспертизы нормативных правовых актов осуществляется уполномоченным федеральным органом исполнительной власти — Минэкономразвития России.
В этих целях Минэкономразвития России проводятся видеоконференции с представителями органов исполнительной власти субъектов Российской Федерации и выездные координационные совещания с организацией круглых столов по вопросам развития института ОРВ в субъектах Российской Федерации, с августа
2014 г. начала работать прямая телефонная линия с директором Департамента оценки регулирующего воздействия.
26 марта 2014 г. приказом Минэкономразвития России № 159 были утверждены доработанные (с учетом опыта проведения ОРВ на федеральном уровне) Методические рекомендации по организации проведения ОРВ проектов нормативных правовых актов, а также экспертизы действующих нормативных правовых актов в субъектах Российской Федерации, которыми:
- предложены конкретные модели организации проведения ОРВ, ориентированные на уровень подготовленности отдельных регионов;
- четко определены последовательность и порядок процедур с ориентацией на проведение ОРВ, начиная с разработки идеи (концепции) нового правового регулирования;
- определены основные требования, обеспечивающие качество проведения процедуры ОРВ;
- предложен порядок действий уполномоченного органа, обеспечивающий фокусирование на рассмотрении наиболее значимых проектов актов, экономию временных и материальных ресурсов;
- определен порядок проведения экспертизы действующих нормативных правовых актов и оценки фактического воздействия;
- предложены основные формы необходимых документов для ОРВ.

В целях организации и унификации процедуры проведения оценки регулирующего воздействия в отношении проектов региональных НПА Минэкономразвития России был разработан Типовой региональный интернет-портал по ОРВ как инструмент организации и проведения всего комплекса процедур ОРВ на уровне субъектов Российской Федерации по образцу, реализованному на федеральном уровне (региональная версия интернет-портала regulation.gov.ru).
Поскольку эффективность проведения ОРВ существенно зависит от заинтересованности субъекта Российской Федерации в улучшении условий ведения предпринимательской деятельности и, в конечном счете, своего бюджета и экономики, была поставлена задача оценки качества осуществления оценки регулирующего воздействия и экспертизы в субъектах Российской Федерации.
В связи с чем Минэкономразвития России в октябре 2014 г. была разработана Методика формирования рейтинга качества осуществления оценки регулирующего воздействия и экспертизы в субъектах Российской Федерации.
Проведение такой оценки позволяет не только определить основные проблемы в развитии института ОРВ в отдельных субъектах Российской Федерации, но и выявить субъекты Российской Федерации с лучшей практикой организации данного института, что является основой для принятия эффективных мер в данной сфере.
В рамках работ по созданию Информационного портала об ОРВ в 2014 году была создана и утверждена Концепция информационного развития ОРВ, включающая в себя ряд мероприятий, необходимых к реализации в 2015 году с целью достижения максимального информационно-обучающего эффекта работы портала за счет организации технической, консультационной, аналитической и информационной поддержки.
С 1 июля 2015 года вступили в силу изменения порядка проведения оценки регулирующего воздействия, утверждённые постановлением Правительства Российской Федерации от 30 января 2015 г. № 83, которые внесли ряд таких доработок, как расширение предметной области ОРВ, внедрение ОФВ исчисление процедур в рабочих днях (вместо календарных) и т. д.
Основным новшеством изменений стало появление в российском законодательстве правила «one in — one out» (вступило в силу с 1 октября 2015 года), при котором каждое вновь введенное требование должно сопровождаться отменой существующего. Причем эти требования должны быть сопоставимы в монетарной оценке.
С 1 января 2016 года вступили в силу Правила проведения оценки фактического воздействия нормативных правовых актов, утвержденные постановлением Правительства Российской Федерации от 30 января 2015 г. № 83. Процедура ОФВ была введена взамен экспертизы нормативных правовых актов федеральных органов исполнительной власти в целях выявления в них положений, необоснованно затрудняющих ведение предпринимательской и инвестиционной деятельности, который с того же момента прекратил своё действие.

## Сложности в проведении оценки

### Анализ издержек и выгод
Ключевой и наиболее сложной частью проведения ОРВ является анализ издержек и выгод (cost-benefit analysis). В общем случае всегда предпочтительнее проведение полного и детального анализа всех издержек и выгод для каждой из возможных альтернатив регулирования. На практике же зачастую эксперты стараются найти баланс между важностью количественного (денежного) представления издержек и выгод и затратами на проведение такого анализа.
Традиционно анализ издержек и выгод проводится в отношении трёх групп воздействия:
- общество;
- бизнес;
- государство.

При этом группы воздействия детализируют и/или выделяют в отдельные подгруппы, например, воздействие на малый бизнес, воздействие на окружающую среду и т. д.
В случае, когда денежная оценка эффектов трудноосуществима или невозможна, но есть возможность оценить физическую оценку эффектов, может быть использован анализ «издержки-эффективность» (cost-effectiveness analysis).

### Социальная ставка дисконтирования
Поскольку воздействие регулирующего акта на экономику и общество не является одномоментным, а распределено во времени, то при монетизации издержек и выгод требуется корректировка на временной фактор. Для этого используется так называемая социальная ставка дисконтирования. Определение значения социальной ставки дисконтирования также представляет собой определённую сложность при проведении ОРВ.
В Великобритании социальная ставка дисконтирования в зависимости от горизонта прогнозирования находится в интервале от 2,0 до 3,9 %. Для России исследователи определяют номинальную социальную ставку дисконтирования на уровне 7-11 %. Реальная (очищенная от влияния инфляции) социальная ставка дисконтирования оценена Коссовой и Шелунцовой на уровне 3,3 %.